# Das späte Mädchen (1972)
Das späte Mädchen ist eine französische Filmkomödie von Jean-Pierre Blanc aus dem Jahr 1972.

## Handlung
Die einsame und schüchterne Muriel verbringt ihren Urlaub in einem zweitklassigen Hotel eines kleinen französischen Badeortes. Gegenüber den anderen Gästen und dem ungeschickten Hotelpersonal verhält Muriel sich abweisend. Der redselige und spöttische Möchtegern-Frauenheld Gabriel, der wegen einer Autopanne gezwungenermaßen für ein paar Tage im Hotel übernachten muss, findet im Speisesaal nur noch an ihrem Tisch einen freien Platz. Aus ihren belanglosen und verkrampften Unterhaltungen über den Regen und das schöne Wetter entwickelt sich allmählich doch so etwas wie eine Beziehung. Als Gabriel schließlich statt mit seinem Wagen mit dem Zug weiterfahren muss, gibt Muriel ihm bei der Abfahrt einen Notizzettel mit ihrer Adresse in Paris ....

## Rezeption
Der Film wurde trotz der beiden prominenten Hauptdarsteller zunächst nicht veröffentlicht. Nach dem kommerziellen Misserfolg von François Truffauts Zwei Mädchen aus Wales und die Liebe zum Kontinent wurde Das späte Mädchen aus wirtschaftlichen Erwägungen schließlich doch noch in den französischen Kinos gestartet. Entgegen allen Erwartungen war der Film beim Publikum und den Kritikern dann sehr erfolgreich und gehörte 10 Wochen lang zu den besucherstärksten Filmen in Frankreich. In den Kritiken wurden die Elemente von Gesellschaftssatire in Jean-Pierre Blancs Erstlingswerk ebenso gelobt wie die Leistungen der beiden Hauptdarsteller. Annie Girardot und Philippe Noiret entwickelten sich in den folgenden Jahren in Filmkomödien wie Édouard Molinaros Eine verrückte Familie (La mandarine, 1972) und Philippe de Brocas Ein verrücktes Huhn (Tendre Poulet, 1977) und Wer hat den Schenkel von Jupiter geklaut? (On a volé la cuisse de Jupiter, 1980) zu einem der erfolgreichsten Darstellerpaare des französischen Films.

## Auszeichnungen
- Bei den 22. Internationalen Filmfestspielen Berlin 1972 wurde Blanc von der Internationalen Jury der Silberne Bär für die beste Regie zugesprochen[2].
- Im Januar 1973 wurde Das späte Mädchen von der Jury der Evangelischen Filmarbeit zum Film des Monats gewählt[3].